# Antonio Carraro
Pour les articles homonymes, voir Carraro.
L’entreprise Antonio Carraro est une entreprise italienne de production de tracteurs, située dans la province de Padoue, dans le nord-est de l'Italie.

## Historique
Fondée en 1910 par Giovanni Carraro, cette entreprise produit depuis 1960 des tracteurs compacts, multifonctions, à 4 roues motrices, compris entre 20 et 105 ch.
Dans les années 1970, elle est devenue le leader mondial des tracteurs spéciaux dans l’agriculture et dans le secteur municipal. En Italie, elle est le numéro un des tracteurs compacts. Elle produit ses propres gammes de tracteurs commercialisés sous sa marque Carraro mais aussi par nombre de grands constructeurs mondiaux comme : Case IH, Challenger, Claas, Eicher, John Deere, Massey Ferguson, Renault, Valtra et Yagmur.
Brevets industriels déposés, actuellement en vigueur, dans les pays de l'Union européenne et aux États-Unis : 25.

## Réseaux de distribution
- Espagne : Antonio Carraro Iberica
- Australie : Antonio Carraro Oceania
- U.S.A. : Antonio Carraro America
- Chili : Antonio Carraro Sudamerica
- France : Antonio Carraro France

## Unités de production

### Tractor People
Tracteurs compacts au caractère exclusif et personnalisé, répondant à des critères de qualité très élevés en termes de design et de qualité.

### Groundcare
Machines pour l’entretien municipal au sens plus large du terme : entretien des espaces verts publiques et privés, entretien de la voirie, nettoyage des zones urbaines, chantiers, gestion des jardins, pépinières, entretien d’installation sportives et d’aires de loisirs équipées.

### AcFamily
Distribution de machines, sélectionnées auprès des meilleures maisons de production mondiales, présentant des critères de très grande qualité avec une technologie hautement performante.